# Ramaz Sjengelia

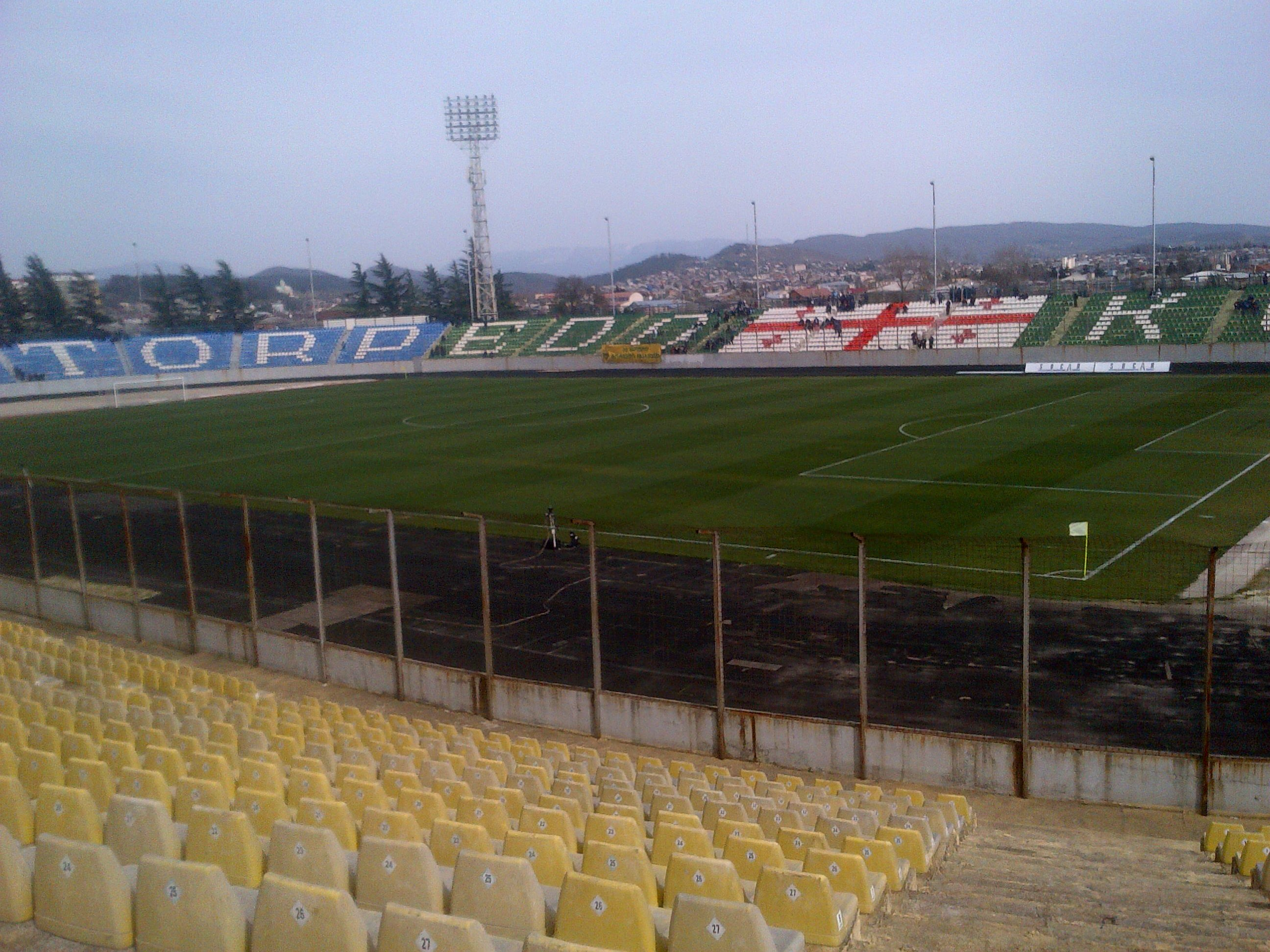
Ramaz Shengelia Stadium.

Ramaz Sjengelia (georgiska:რამაზ შენგელია, Ramaz Sjengelia; ryska: Рама́з Алекса́ндрович Шенге́лия, Ramaz Aleksandrovitj Sjengelija), född 1 januari 1957 i Kutaisi, Georgiska SSR, Sovjetunionen, 
död 21 juni 2012 i Tbilisi, Republiken Georgien, var en georgisk-sovjetisk fotbollsspelare.

## Karriär
Sjengelia inledde sin karriär i Kutaisiklubben Torpedo Kutaisi. Han spelade för klubben i tre år innan han bjöds in att spela för huvudstadsklubben Dinamo Tbilisi. År 1978 vann Dinamo Tbilisi den sovjetiska fotbollsligan för andra gången och Sjengelia utsågs till årets spelare. Han gjorde sin första landskamp för Sovjetunionen år 1979 i en match mot Bulgarien i vilken han gjorde ett mål. Han spelade totalt 26 matcher för landslaget och gjorde på dem 10 mål. Han spelade 5 matcher och gjorde ett mål i världsmästerskapet i fotboll 1982 i Spanien.
Sjengelia spelade under en kort period under slutet av 1980-talet och början på 1990-talet i den svenska klubben IFK Holmsund, som blev hans sista klubb som aktiv fotbollsspelare.

## Privatliv
Ramaz har en son och en dotter. Hans son, Giorgi Sjengelia, spelade för flera georgiska och utländska klubbar men avslutade sin aktiva karriär i tidig ålder.

## Död
Ramaz Sjengelia avled den 21 juni 2012 i Georgiens huvudstad Tbilisi till följderna av en hjärnblödning, bara några veckor efter att hans lagkamrat från VM 1982, Jurij Susloparov, avlidit.

### Fotnoter
1. ↑  Matthias Arnhold (31 maj 2012). ”Ramaz Aleksandrovich Shengeliya - Goals in International Matches”. Rec.Sport.Soccer Statistics Foundation. http://rsssf.com/miscellaneous/shengeliya-intlg.html. Läst 30 juni 2012.
2. ↑  ”Georgia legend Shengelia dies” (på engelska). Fifa. 21 juni 2012. Arkiverad från originalet den 25 juni 2012. https://web.archive.org/web/20120625073253/http://www.fifa.com/worldfootball/news/newsid=1653869.html. Läst 30 juni 2012.
3. ↑  Obituary Arkiverad 25 juni 2012 hämtat från the Wayback Machine. - Uefa